# Berufsakademie Rhein-Main
Die Berufsakademie Rhein-Main (University of Cooperative Education) ist eine private, staatlich anerkannte Berufsakademie mit Sitz in Rödermark.

## Organisation
Die staatlich anerkannte und akkreditierte Berufsakademie Rhein-Main wurde im September 2002 durch die Stadt Rödermark gegründet.
Mit knapp 500 Studierenden und mehr als 140 Partnerunternehmen ist die BA Rhein-Main die größte eigenständige BA in Hessen.

## Studiengänge
Die Berufsakademie Rhein-Main bietet 4 Bachelor-Studiengänge in den Fachbereichen Wirtschaftswissenschaften, Informatik und Wirtschaftsingenieurwesen:
- Betriebswirtschaftslehre und Internationales Management
- Angewandte Informatik
- Wirtschaftsinformatik
- Wirtschaftsingenieurwesen – Digital Management and Engineering

## Zulassungsvoraussetzungen
Studienvoraussetzungen sind die allgemeine Hochschulreife, die Fachhochschulreife oder die Zugangsberechtigung über die berufliche Qualifikation. Als Praxispartner kann ein bereits mit der BA Rhein-Main kooperierendes oder auch ein neues Partnerunternehmen ausgewählt werden.